# ꬰ
Cette page contient des caractères spéciaux ou non latins. S’ils s’affichent mal (▯, ?, etc.), consultez la page d’aide Unicode.
Ne doit pas être confondu avec A barré.
ꬰ (uniquement en minuscule), appelé a cursif barré ou alpha barré, est une lettre additionnelle de l’alphabet latin utilisée dans la transcription phonétique d’Otto Bremer ou certaines versions ou variantes de l’alphabet phonotypique d’Isaac Pitman et Alexander John Ellis. Elle est composée d’un alpha latin ou a cursif ‹ ɑ › diacrité d’une barre inscrite. Elle n’est pas à confondre avec le a barré horizontalement ‹ a › ou le a barré diagonalement ‹ ⱥ ›.

## Utilisation

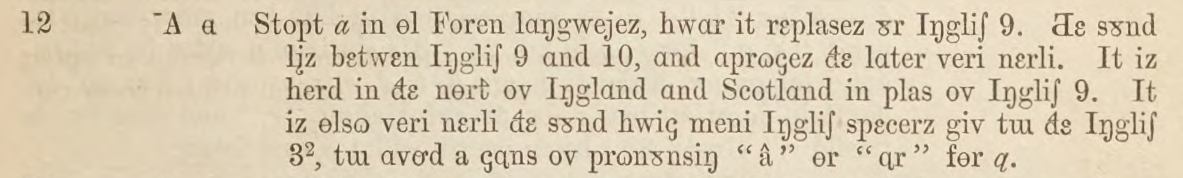
Description de la lettre a barré par Ellis en 1848, en anglais écrit avec l’alphabet phonotypique.

Le a barré (ayant la forme de l’alpha barré, c’est-à-dire un a à une panse avec une barre inscrite) est utilisé comme lettre pour l’anglais dans la version de janvier 1846 de l’alphabet phonotypique d’Isaac Pitman et Alexander John Ellis, et comme lettre pour les autres langues dans la version de janvier 1848,. Ellis l’utilise notamment dans un article décrivant la prononciation du scots en 1848.
La lettre est aussi utilisée dans l’alphabet phonétique d’Edwin Leigh,,, qui a été utilisé dans les écoles de Saint-Louis des années 1860 aux années 1880.

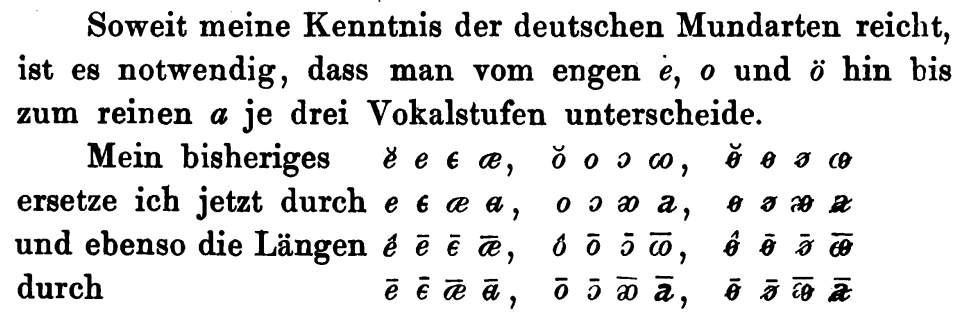
Tableau présentant les symboles de certaines voyelles d’Otto Bremer de 1893 et leurs équivalents de 1898.

Dans l’alphabet phonétique d’Otto Bremer, l’alpha barré (ou le a cursif barré) représente une voyelle pré-ouverte antérieure non arrondie [æ],.
L’a cursif barré est utilisé dans l’alphabet phonétique présenté par Charles A. Story en 1907.

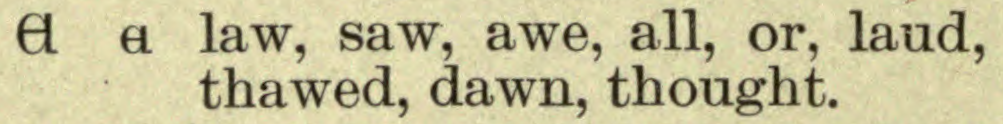
« ꬰ » utilisé par Charles A. Story en 1907.

En 1976, Charles-James N. Bailey propose d’utiliser l’a cursif barré comme symbole de l’alphabet phonétique international pour représenter un voyelle ouverte centrale.

## Représentations informatiques
Cette lettre peut être représenté avec les caractères Unicode (Latin étendu E) suivants :
| formes    | représentations | chaînes de caractères | points de code | descriptions                        |
| --------- | --------------- | --------------------- | -------------- | ----------------------------------- |
| minuscule | ꬰ               | ꬰ                     | U+AB30         | lettre minuscule latine alpha barré |